# Nancy Hafkin
Nancy Hafkin, född 1942, är en sydafrikansk datavetare. Hafkin var en pionjär i arbetet med att ta internet till Afrika.
Under 1990-talet började Nancy Hafkin och hennes team på United Nations Economic Commission for Africa (UNECA) att med utgångspunkt i Addis Abeba bygga upp nätverk i Afrika. Vid tiden var import av modem förbjudet så inledningsvis fick gruppen de smuggla in modem i landet i sina resväskor. Denna lag var Hafkin senare med och arbetade bort. Hon bidrog även till att röja undan en rad andra hinder för internetuppkopplingen av Afrika, till exempel som tullavgifter på datorer och monopol i telekombranschen.
Efter sitt arbete på FN har Hafkin arbetat för att främja tillgänglighet och användning av internet för alla världens kvinnor. År 2006 var hon redaktör för boken Cinderella or Cyberella?: Empowering Women in the Knowledge Society.
År 2012 valdes Nancy Hafkin in i Internet Hall of Fame.